# Koninklijk Belgisch Genootschap voor Gerechtelijke Geneeskunde
Het Koninklijk Belgisch Genootschap voor Gerechtelijke Geneeskunde (KBGGG-SRMLB), reeds opgericht in 1889, verenigt en vertegenwoordigt de kleine wereld van niet alleen artsen, maar ook tandartsen, toxicologen en genetici, die actief zijn als forensische wetenschappers en juristen in België.
Vanaf het begin is het hoofddoel van het Genootschap de ontwikkeling van forensische (bio)medische wetenschappen en de promotie van wetenschappelijke initiatieven en contacten onder hun leden. Bovendien wil de vereniging de professionele vertegenwoordiging zijn van forensische (bio)medische experts binnen de nationale en internationale (forensische) gemeenschap.
De eerste voorzitter en medestichter van de vereniging was Henri-Jean-Victor Vlemnickx, wetsarts, zoon van parlementslid en arts Jean-François Vleminckx.